# Taribavirin
Taribavirin (rINN, còn được gọi là viramidine, tên mã ICN 3142) là thuốc kháng vi-rút trong các thử nghiệm ở người giai đoạn III, nhưng chưa được chấp thuận cho sử dụng dược phẩm. Nó là một tiền chất của ribavirin, hoạt động chống lại một số virus DNA và RNA. Taribavirin có mục tiêu gan tốt hơn ribavirin và có thời gian sống trong cơ thể ngắn hơn do ít thâm nhập và lưu trữ trong các tế bào hồng cầu. Cuối cùng, nó được cho là thuốc được lựa chọn cho các hội chứng viêm gan siêu vi trong đó ribavirin đang hoạt động. Chúng bao gồm viêm gan C và có lẽ cả viêm gan B và sốt vàng.

## Công dụng
Taribavirin có hoạt tính chống cúm như ribavirin trong mô hình động vật, với độc tính ít hơn một chút, do đó cuối cùng nó cũng có thể thay thế ribavirin như một chất chống cúm.

## Lịch sử
Taribavirin được báo cáo lần đầu tiên vào năm 1973 bởi JT Witkowski và cộng sự, sau đó làm việc tại ICN Dược phẩm, trong nỗ lực tìm kiếm một dẫn xuất tích cực hơn của ribavirin. Taribavirin đang được phát triển bởi Valeant Cosmetics International. Valete đang thử nghiệm thuốc như một phương pháp điều trị viêm gan C mạn tính.

## Dược lý
Lưu ý về công thức: Nhóm carboxamidine của phân tử này là hơi cơ bản, và do đó thuốc này còn được gọi và dùng dưới dạng muối hydrochloride (với một loại tương ứng. Công thức hóa học HCl và số lượng chemID/PubChem khác nhau). Ở pH sinh lý, điện tích dương trên phân tử từ proton một phần của nhóm carboximide góp phần làm chậm sự tương đối mà thuốc đi qua màng tế bào (như trong tế bào hồng cầu) cho đến khi nó được chuyển hóa thành ribavirin. Tuy nhiên, ở gan, sự chuyển đổi từ carboxamidine thành carboxamide xảy ra khi chuyển hóa lần đầu và góp phần vào mức độ cao hơn của ribavirin được tìm thấy trong tế bào gan và mật khi dùng viramidine.